# Здание духовной консистории (Минск)
Здание духовной консистории — историческое здание середины XIX века в Минске, памятник архитектуры (номер 712Г000172). Расположено по адресу: проспект Независимости, дом 24, на углу с Красноармейской улицей, дом 1.

## История
Здание построено в середине XIX века (по некоторым данным — в 1864 году) в составе комплекса архиерейского подворья для размещения консистории, а также жилья минского епархиального архитектора. Консистория действовала до 1924 года. В советский период в здании размещался музей истории войск Белорусского военного округа. В 2004 году в здании открыт институт теологии имени Кирилла и Мефодия Белорусского государственного университета.

## Архитектура
Здание возведено в стиле классицизма. Оно невелико, имеет Г-образную форму в плане. Первоначально было двухэтажным, надстроено третьим этажом. Стены первых двух этажей рустованы. Третий этаж отделён от первых двух карнизным поясом. Фасадные стены расчленены прямоугольными оконными проёмами. Оконные проёмы третьего этажа декорированы прямыми сандриками. Здание венчает тонкопрофилированный карниз. Внутренняя планировка здания смешанного, коридорно-анфиладного типа. Первый и второй этажи имеют сводчатые перекрытия цилиндрического и крестового типа, третий этаж — плоские.